# Palazzo Botta Adorno
Palazzo Botta o Botta Adorno es un palacio neoclásico con una fachada larga a lo largo de Via Lanfranco y Piazza Botta Adorno Antoniotto en la ciudad de Pavía, región de Lombardía, Italia. Una vez que la casa familiar de la familia aristocrática Botta, actualmente alberga el Museo de Historia Natural de Pavía y el Museo Camillo Golgi.

## Historia
El sitio fue una vez una colección de casas y propiedades que en el siglo XV pertenecieron a la familia Beccaria, luego a la familia Campeggi, pero en 1630-1650 fue ocupado por la familia Botta, bajo Francesca Beccaria Botta. Esta familia se unió a la familia Adorno, una importante familia noble de Génova. En 1693 Luigi Botta Adorno emprendió una reconstrucción que incluyó la rica decoración interior completada en el siglo siguiente. El piano nobile tiene una serie de frescos en el techo atribuidos a Giuseppe Natali. La familia Botta incluía al poeta Alessandro Botta; Giacomo Botta Adorno, mariscal de campo del Imperio de los Habsburgo; y Antoniotto Botta Adorno (1688-1774), general de Eugenio de Saboya y más tarde de los Habsburgo, y plenipotenciario en los Países Bajos para el Sacro Imperio Romano Germánico.
En los siglos XVIII y XIX, el edificio, considerado uno de los palacios más bellos de Pavía, acogió y acogió a muchas personalidades: el rey Felipe V de España en 1702, María Luisa de España en 1765, en 1805 Napoleón se alojó allí con su esposa Josefina, el emperador Francisco II en 1816, que también volvió allí en junio de 1825, el emperador Fernando I en 1838, luego el mariscal Radetzky, el rey Carlos Alberto en 1848 y, finalmente, Víctor Manuel II en 1859.
En 1887, tras la muerte del último descendiente de la familia Botta Adorno, el heredero Marqués Cusani Visconti vendió el palacio a la universidad. Desde la década de 1890, la universidad comenzó a trasladar sus institutos de anatomía, fisiología, higiene y fisiología a este sitio.

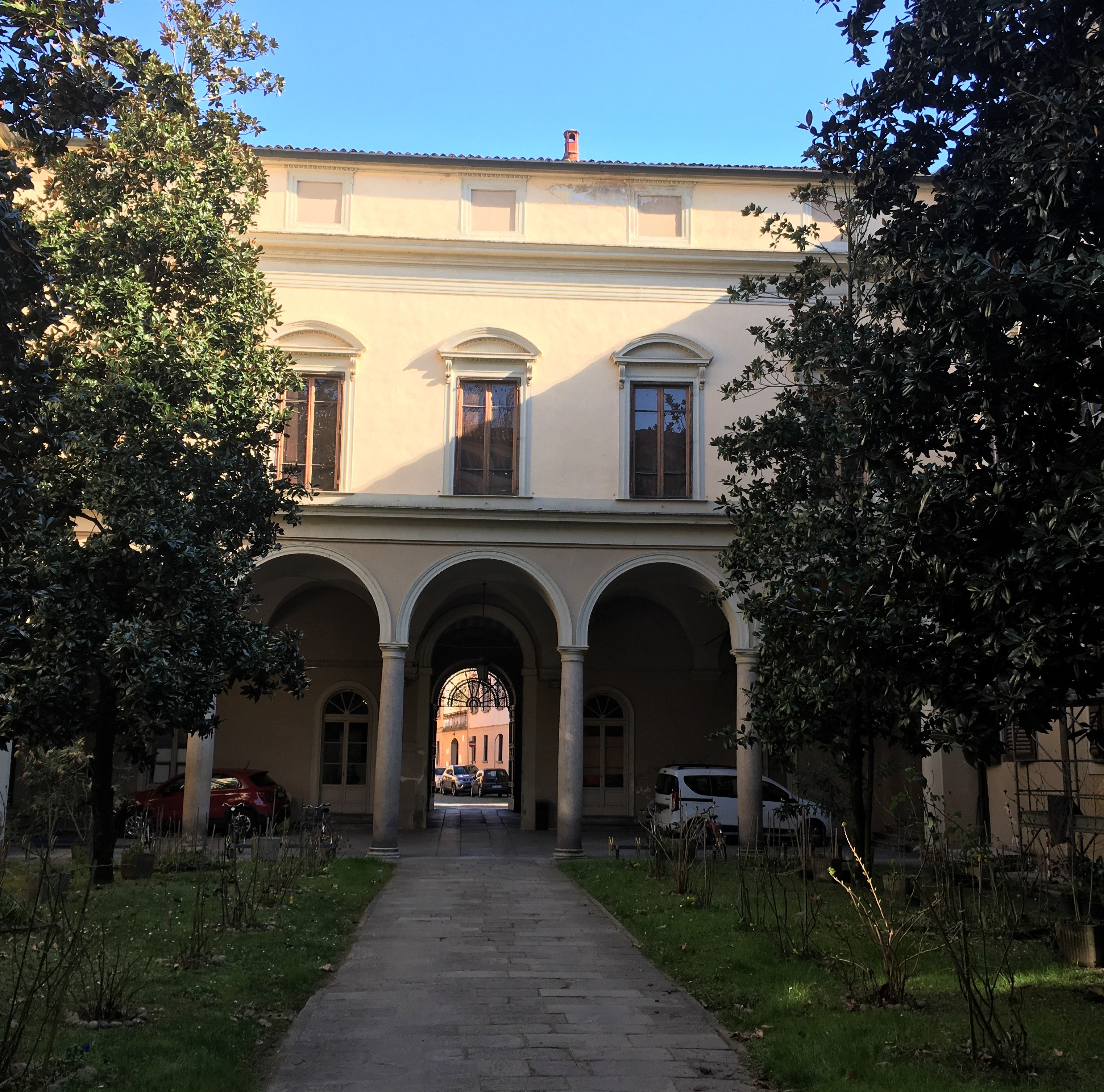
Une des cours du complexe.
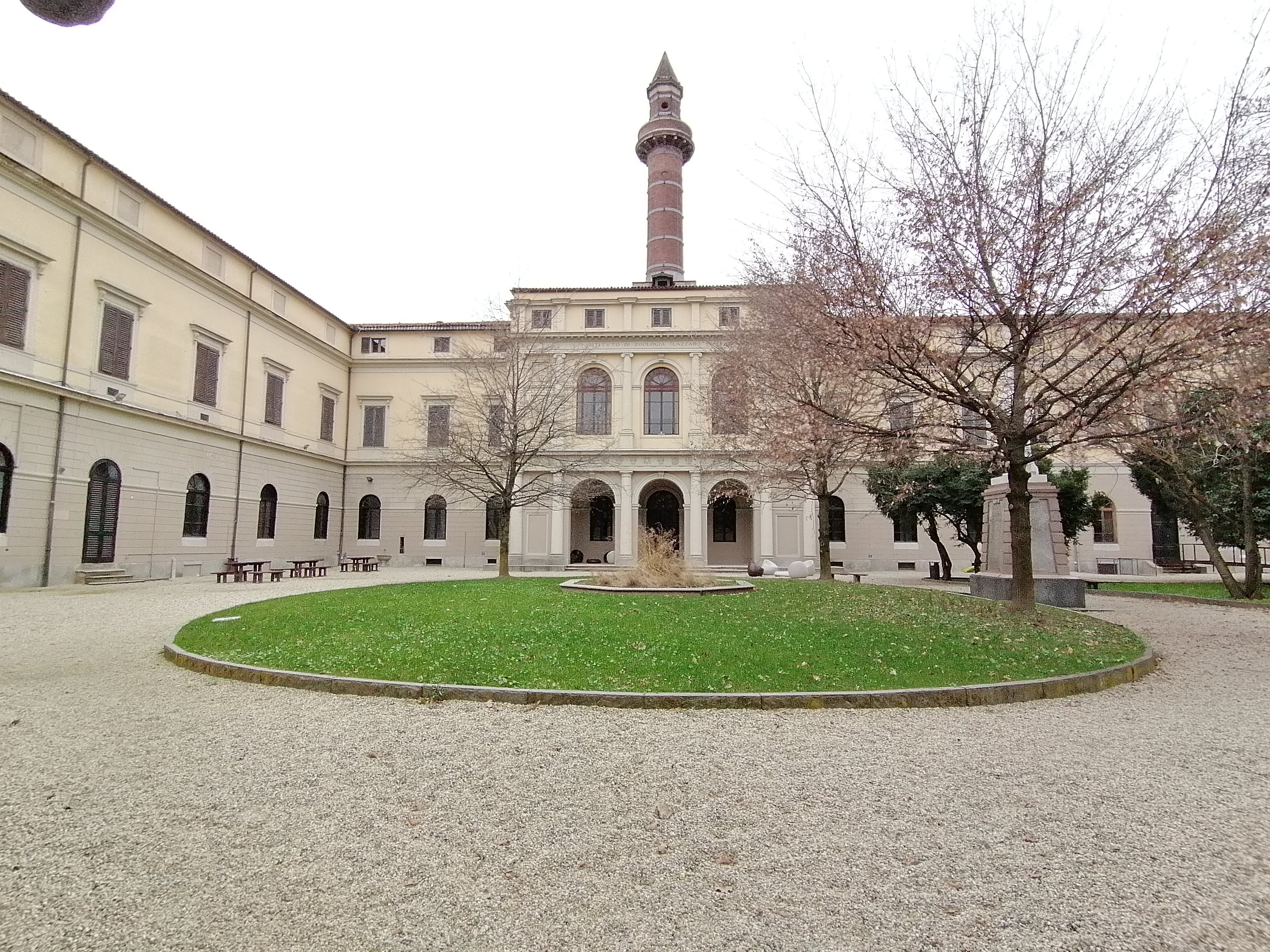
El patio que alberga el Museo de Historia Natural de Pavía.
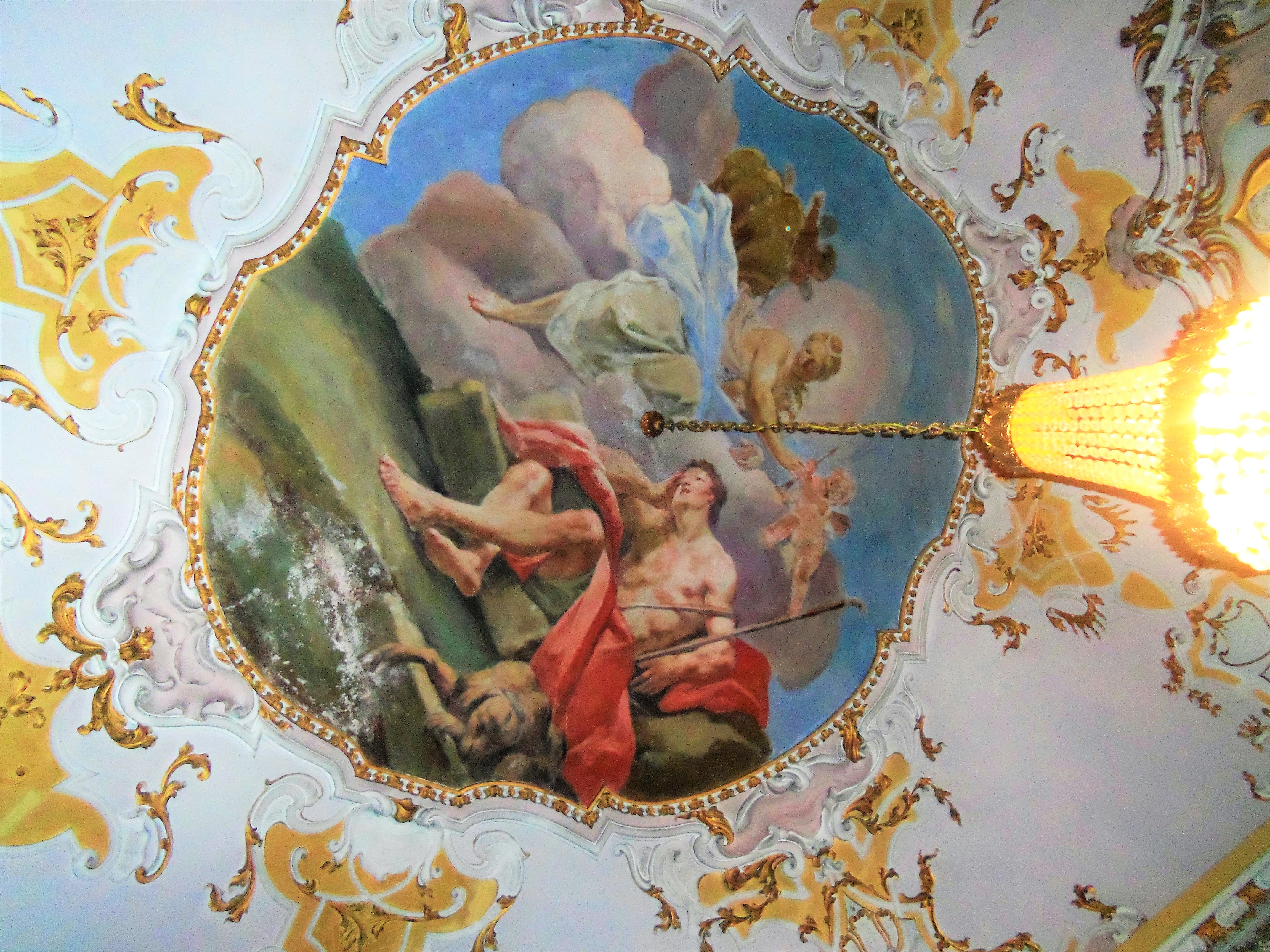
Giovanni Angelo Borroni, Diana y Endimone.
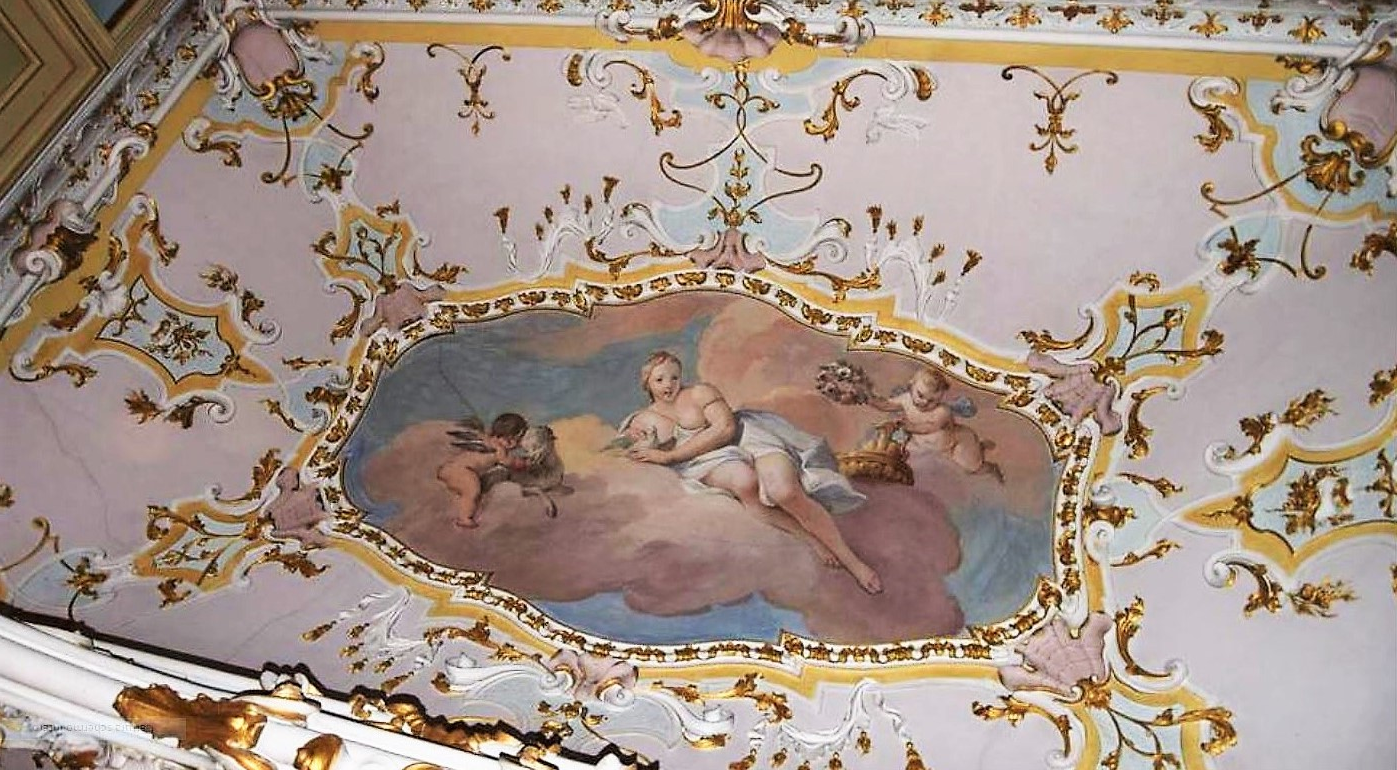
Giovanni Angelo Borroni, Venus.
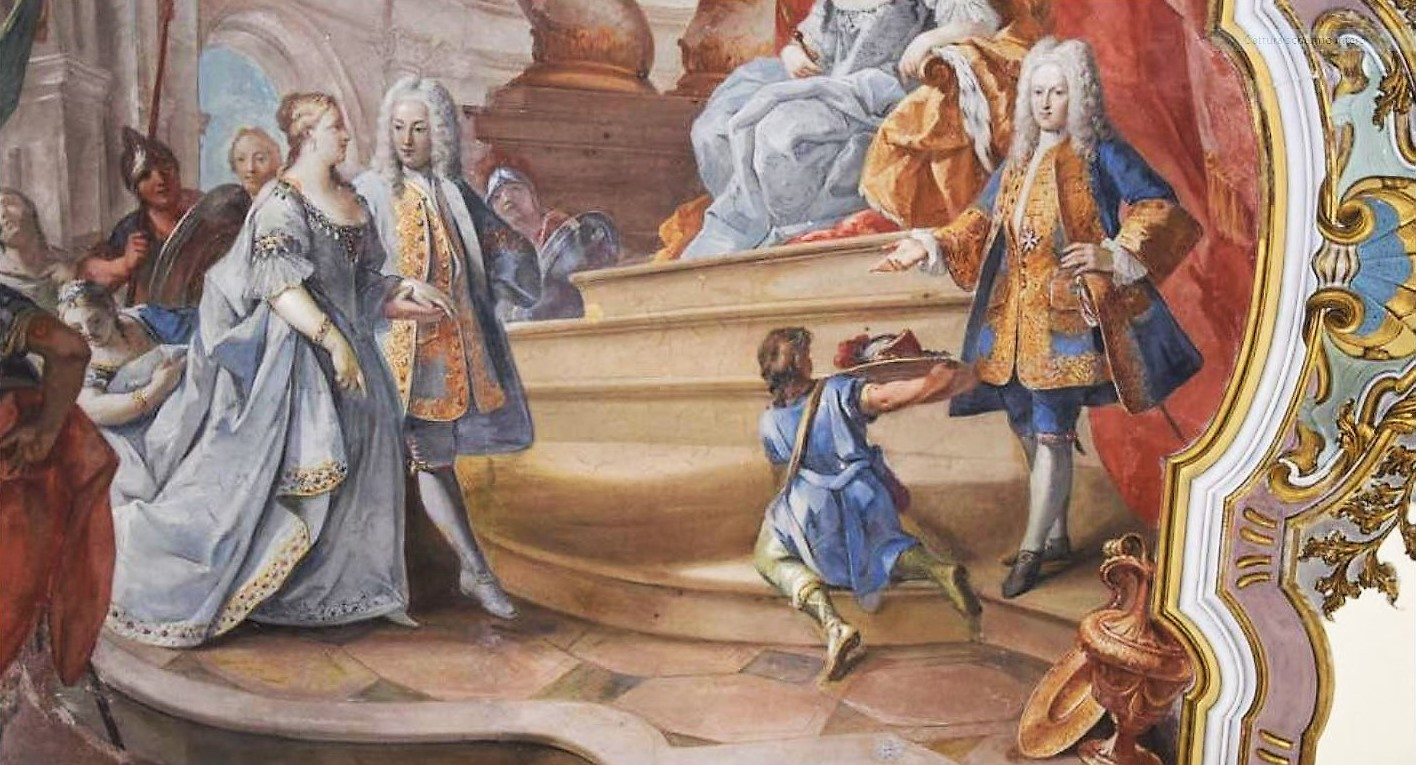
Giovanni Angelo Borroni, Antoniotto Botta Adorno à la cour de la tsarine Anna Ivanovna.

## Arquitectura
El conjunto, de notables dimensiones, está formado por cuatro cuerpos dispuestos en torno a un patio rectangular, con la fachada principal orientada hacia la Piazza Botta y otra lateral a la derecha. El edificio aparece hoy en su forma "clásica", resultado de intervenciones y remodelaciones entre 1887 y 1893, diseñadas por el ingeniero Leopoldo Mansueti e implementadas por el ingeniero Augusto Maciachini, que ya en la época suscitaron controversia porque destruyeron muchas salas barrocas. Edificio. De hecho, la fachada actual de la plaza, las dos escaleras simétricas, la definición arquitectónica de los alzados del patio y del espacio del jardín datan de este período, hoy ocupado en gran parte por pabellones y edificios construidos para institutos científicos y la clínica del trabajo. Además, siempre en los mismos años, se construyó un nuevo edificio al fondo del patio noble, dotado de grandes exedras semicirculares provistas de altas chimeneas de ventilación a imitación de minaretes.
La fachada tiene una fisonomía clasicista: está marcada en el centro por un doble orden de semicolumnas (dóricas en la planta baja y jónicas en el primer piso) que enmarcan siete ejes de ventanas, y con un portal arqueado en el centro. El primer piso, decorado con botones, está perforado con ventanas, mientras que en el primer piso hay ventanas enmarcadas, coronadas por tímpanos alternados triangulares y semicirculares, en un lado de hileras regulares de ladrillo visto. Los otros dos lados de la larga fachada repiten, con pequeñas variaciones, las formas de la parte central, pero están completamente revocados. A través de la puerta se accede a dos escaleras simétricas, que permiten subir al primer piso, donde se conservan algunas estancias del palacio barroco original. En particular, cinco salas conservan los frescos atribuidos a Giuseppe Natali en las bóvedas, como la sala ubicada en la esquina noreste del edificio, donde se encuentra la Traducción de Psique en el Olimpo, enmarcada por pilastras dóricas y columnas y bustos de pintura clásica. deidades Luego está la sala del gran medallón sobre la bóveda que representa una Alegoría de la Virtud, la de la Alegoría de la Fama. En correspondencia con el salón de la Alegoría de la Fama, en el lado sur del mismo edificio, hay un salón con el rapto de Céfalo. En otras salas, cubiertas con falsos techos u ocultas por cal, hay otros frescos.
Otras dos salas, probablemente decoradas después de la ampliación de 1738, conservan la decoración original del siglo XVIII: una sala que servía de antesala a un dormitorio y la alcoba. La primera sala es sin duda la que ha mantenido sus características originales, está decorada con estucos, conserva las puertas del siglo XVIII en madera tallada, la chimenea en mármol policromado (todavía equipada con el cortafuegos con el escudo de armas de Botta Adorno) , mientras que en la bóveda hay un gran fresco que representa a Diana y Endymion, atribuido a Giovanni Angelo Borroni. El fresco de la bóveda del nicho de la alcoba es de un tipo totalmente diferente: muestra a Antoniotto Botta Adorno (enviado por María Teresa a San Petersburgo para negociar la paz entre los imperios austríaco y ruso y celebrar el matrimonio entre su prima de la emperatriz , Antony Ulrich de Brunswick-Bevern, y la sobrina de la zarina) a los pies de la zarina Anna Ivanovna entronizada junto con los dos cónyuges.